# كارلوس أندريه
كارلوس أندريه (7 فبراير 1987 في البرازيل - ) هو لاعب كرة قدم برازيلي في مركز الدفاع.